# Schoonebeeker heideschaap
Het Schoonebeeker heideschaap (ook kortweg: Schoonebeeker) is een schapenras waarbij de naam refereert aan de plaats Schoonebeek waar dit ras onder meer gehouden werd.

## Historie
Oorspronkelijk werden in de gordel lopend van Salland naar Westfalen en Nedersaksen (Nedersaksisch taalgebied) verschillende, maar veelal grote heideschapen gehouden, zonder dat deze specifiek als ras werden gezien. De behoefte om dieren als ras te benoemen kwam vanaf de 19e eeuw in opkomst.
Salland vormde de oostgrens van het verspreidingsgebied van het Veluws heideschaap, een groot type heideschaap zonder hoorns en met een lichte ramsneus. Mengvormen tussen dit Veluws heideschaap, het kleinere gehoornde Drents heideschaap en schapen zoals deze in het Duitse grensgebied voorkwamen, werden ook wel Brikken genoemd. Een naam die ook gold voor de gelijkende landschapen uit het gebied rond Münster en Hannover. 
Een andere aanwijzing is de gelijkluidende benaming van monniken voor zowel schapen uit het gebied rond Münster (het Münsterland) als het Schoonebeeker heideschaap. Aangrenzende gebieden rondom Münster in Noordrijn-Westfalen kennen eveneens een aantal oude ongehoornde grote schapenrassen. Ten noorden het Oost-friese melkschaap, ten oosten het zeer oude Rhönschaap en ten zuiden het Leine schaap. 
Ofwel, tussen Salland en het Duitse gebied kwam in de 19e eeuw, maar waarschijnlijk al veel langer, een groot, ongehoornd en hoogbenig heideschaap voor met een lange bewolde staart, een smalle kop met hoogstaande oren en een ramsneus met veelal een scherpe bontaftekening over het gehele lijf of specifiek aan de kop rond de ogen. De vacht was lang en harig van structuur.
De lichtvosaftekening kwam voor in de overgangsgebieden met het Drents heideschaap. Schoonebeekers in deze kleur zijn vaak iets beperkter van maat en werden Ommertjes genoemd naar het gebied rond Ommen. In vergelijking tot het overwegend witte Veluwse heideschaap en het gebrilde Bentheimer landschaap kent de Schoonebeeker, gelijk het Drents heideschaap, meer kleuren en aftekeningen.

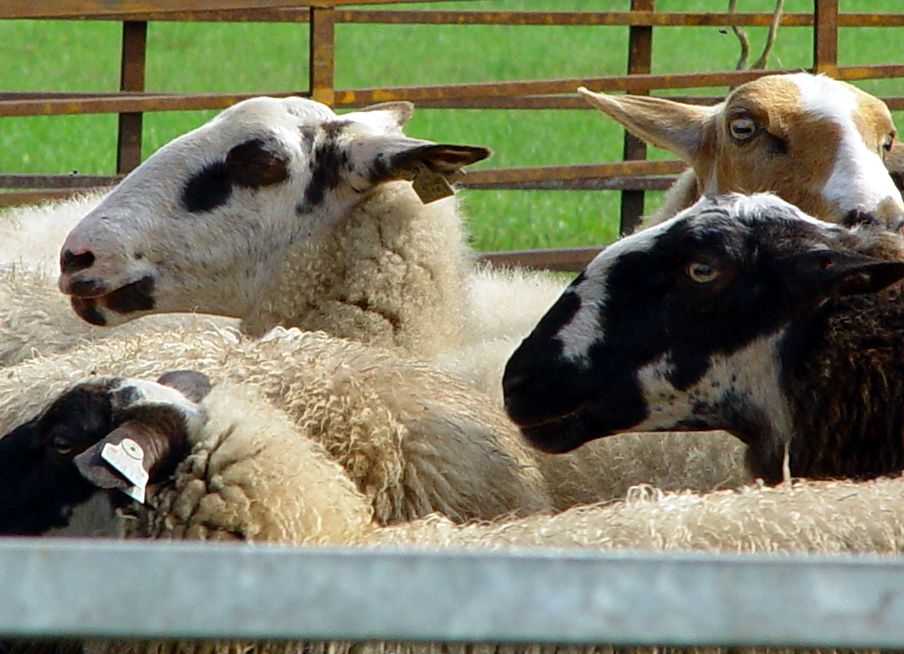
Kopstudies Schoonebeeker ooien in verschillende kleuren en aftekeningen

Bekend is dat rond de eeuwwisseling van 1900, schapen van het type dat we nu kennen van de Schoonebeeker of het Bentheimerschaap, werden ingekruist op het Drents heideschaap. De belangrijkste reden hiervoor was de behoefte aan een meer bevleesd, groter en vruchtbaarder schaap dan de van oorsprong wat arme en ranke Drents heideschapen voor de nieuwe landbouwgronden. De ontginning van de woeste heidegronden en de beschikbaarheid van kunstmest maakte de inzet van het schrale Drents heideschaap voor de mest niet langer noodzakelijk. 
Duitse bronnen melden dat de uiterlijke kenmerken van het Bentheimer schaap in 1868 werden  beschreven. Ook in 1918 worden de specifieke kenmerken als de hogere bevleesdheid en vruchtbaarheid en het goede vreetvermogen gewaardeerd, waarna in 1934 het Bentheimer schaap wordt erkend. Tot aan de Tweede Wereldoorlog hebben de Schoonebeeker en de Bentheimer een goede opgang gekend. Rond 1940 waren er 15.000 dieren.
Rond de tijd dat bij de inventarisatie in 1976 de Stichting Zeldzame Huisdierrassen constateerde dat de Schoonebeeker een buitengewoon zeldzaam ras geworden was, kampte ook het Bentheimer schaap met gelijke problemen. Rond 1970 bleek dat nog drie fokkers gezamenlijk slechts 50 Bentheimer schapen hielden. Om een inteeltdepressie hoofd te kunnen bieden, werd aan het einde van de tachtiger jaren rammen van andere rassen ingekruist. Het Franse ras Causses du Lot bracht een hogere bevleesdheid en een andere wolkwaliteit. Daarnaast zijn rammen van het al in 1585 beschreven Duitse Rhönschaap en het Drents heideschaap ingezet. Van de huidige negen rammenlijnen zijn drie lijnen nog terug te voeren op Duitse lijnen. Momenteel omvat de Bentheimer populatie 2.500 dieren.
Sinds de inbreng van rasvreemde rammen is de overeenkomst tussen de altijd raszuiver gebleven Schoonebeeker en het Bentheimer schaap aanmerkelijk minder geworden. Niet alleen genetisch, maar ook qua kenmerken. Het huidige Bentheimer schaap is wat groter en zwaarder, heeft een duidelijk andere wol samenstelling en heeft in tegenstelling tot de Schoonebeeker vrijwel altijd een matig gebrilde koptekening. Omdat recentelijk genetisch onderzoek binnen de Schoonebeeker populatie heeft aangetoond dat er foktechnisch voldoende mogelijkheden zijn om het Schoonebekerras vanuit inteeltoogpunt en diversiteit vitaal te houden wijst de belangenvereniging van de Schoonebeker, de Nederlandse Fokkersvereniging het Drents Heideschaap (afgekort NFDH) inkruising af. De NFDH hecht grote waarde aan de instandhouding van de oorspronkelijke soort en tracht dit doel te bereiken door gerichte fokkerij en selectie. Een rastypisch en karakteriserend uiterlijk, sterk beenwerk voorzien van een groot loopvermogen met een duurzaam en functioneel gestel behoren tot de fokkerijdoelstellingen van de NFDH om de unieke genen in haar pure vorm voor de toekomst te behouden.
Met de oprichting van de Stamboekvereniging de NFDH in 1985 is ingezet op het behoud en het terugfokken van het oude type bij het Drents heideschaap en de Schoonebeeker als onderscheidende rassen. In 2006 bestond de Schoonebeeker populatie uit ongeveer 1.500 goedgekeurde fokdieren. Er zijn 7 kuddes aangesloten bij de rasvereniging en ruim veertig particulieren die in het bezit zijn van raszuivere en stamboekgeregistreerde Schoonebeekers.

## Kenmerken

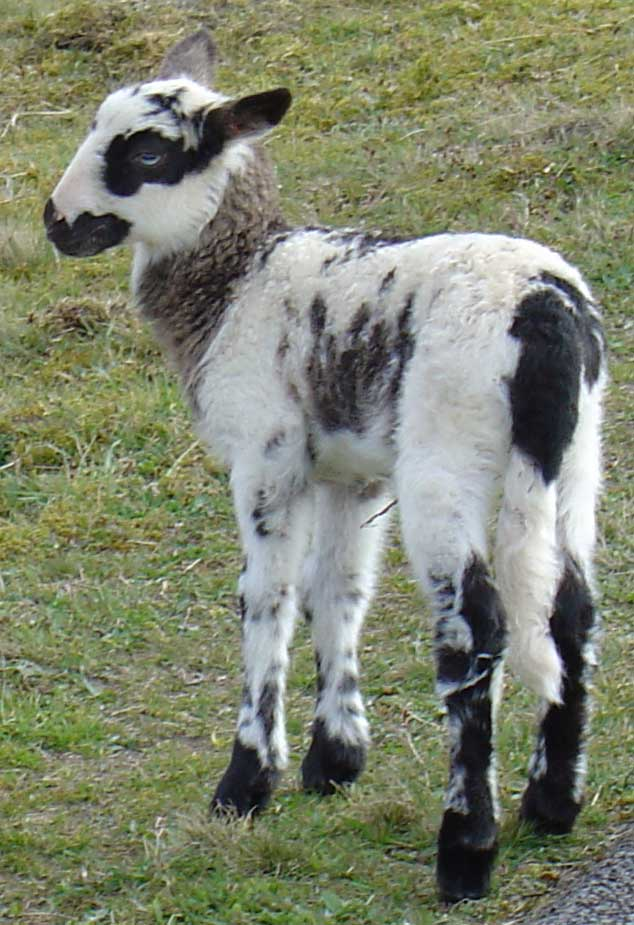
Lam van een Schoonebeker

Het Schoonebeeker schaap is het grootste Nederlandse heideschaapras. De Schoonebeker heeft een uitgesproken sierlijk voorkomen, met haar lange hals en kop hoog opgericht. De relatief smalle kop is voorzien van een zeer typische ramsneus, een rondgebogen neusbeen, ook wel Romeinse neus geheten. Het ras is hoogbenig en het beenwerk is fijn, maar hard en droog als dat van een ree. De vacht is lang en harig met een groot volume. De romp is lang en sterk, met voldoende breedte en kracht in de voor- en achterhand. Typisch is de lange, bewolde staart die ten minste tot aan de hak reikt.
Het lammeren bij de ooien geeft vrijwel geen problemen. De ooien worden vlot drachtig en gemiddeld werpt een ooi 1 à 2 lammeren per jaar, mede afhankelijk van de rijkdom van de voedingsbodem waar de Schoonebeeker graast. De dieren zijn sterk en taai en kunnen gemakkelijk oud worden. Het zijn eenvoudig te verzorgen dieren met een hoge mate van zelfredzaamheid waar nog veel 'natuur' in zit.